# Adobe After Effects
Adobe After Effects er et digitalt film- og videoredigeringsprogram, der er udviklet af Adobe Systems. Programmet kan benyttes til eksempelvis specialeffekter og korrektion af farver, kontraster mv. Det kan også anvendes til avancerede montager og kollager, ligesom  programmet kan benyttes til at sammensætte elementer til en animation (Motion graphics).
Programmet blev lanceret i januar 1993. Pakken er produceret af Adobe Systems.